# Hamacantha megancistra
Hamacantha megancistra är en svampdjursart som beskrevs av Gustavo Pulitzer-Finali 1978. Hamacantha megancistra ingår i släktet Hamacantha och familjen Hamacanthidae. Inga underarter finns listade i Catalogue of Life.